# 카바롤레구

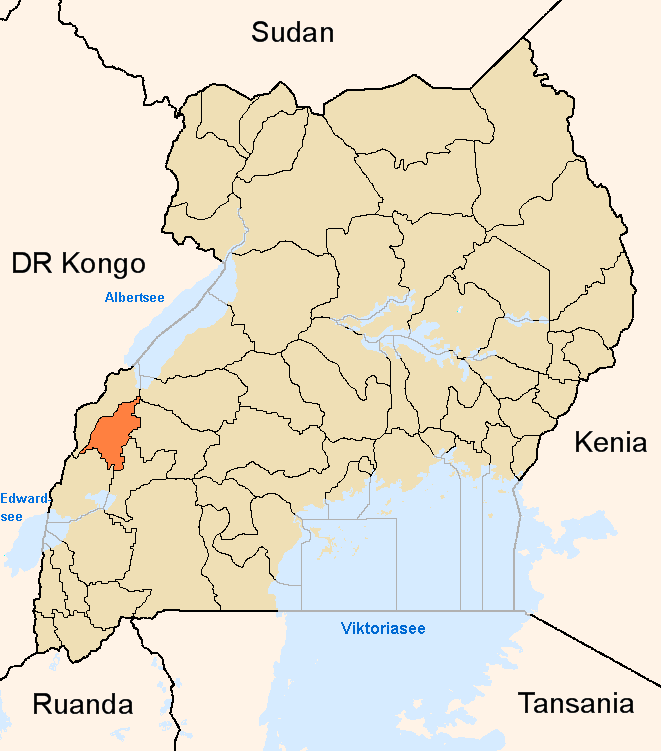
카바롤레 구의 위치

카바롤레구(Kabarole)는 우간다 서부에 위치한 구로, 행정 중심지는 포트포털이며 인구는 359,180명(2002년 인구 조사 기준)이다.
행정 구역상으로는 서부 주에 속하며 3개 군(부냥가부 군, 부라햐 군, 포트포털 군)을 관할한다. 북쪽으로는 분디부교 구, 남쪽으로는 카세세 구, 북동쪽으로는 키발레 구와 접한다.

## 같이 보기
- 포트포털
- 서부주 (우간다)
- 우간다의 행정 구역